# John Lammers (Eishockeyspieler)
John Lammers (* 28. Februar 1986 in Bowmanville, Ontario) ist ein kanadischer Eishockeyspieler niederländischer Herkunft, der zuletzt bis zum Ende der Saison 2023/24 beim ESV Kaufbeuren aus der DEL2 unter Vertrag gestanden und dort auf der Position des linken Flügelstürmers gespielt hat. Zuvor war Lammers unter anderem neun Spielzeiten in der österreichischen Erste Bank Eishockey Liga (EBEL) für den EC KAC, EC VSV und HC Innsbruck aktiv. Darüber hinaus absolvierte er über 180 Partien in der American Hockey League (AHL).

## Karriere

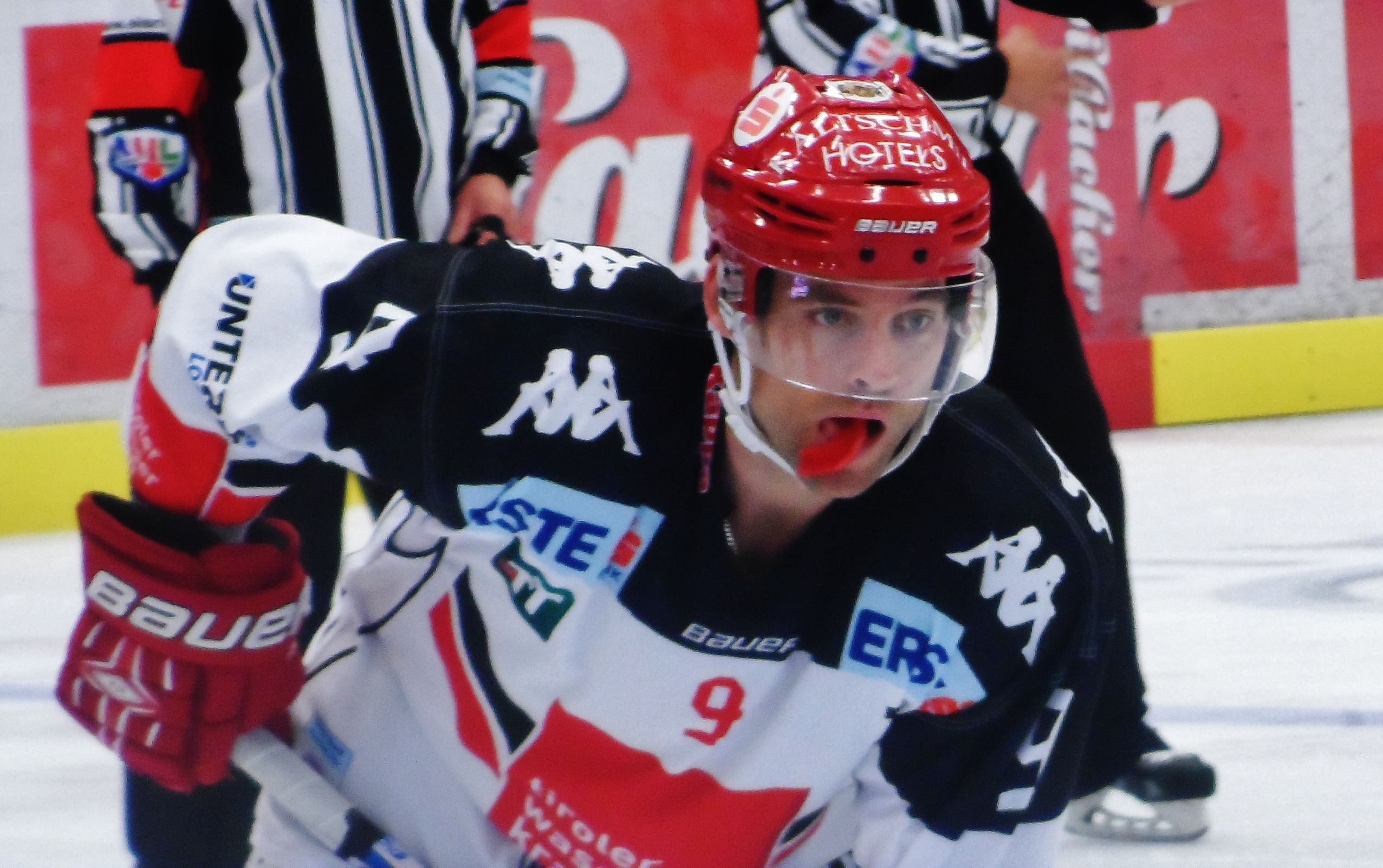
Lammers im Trikot des HC Innsbruck (2016)

Lammers begann seine Karriere zu Beginn im Sommer 2001 bei den Lethbridge Hurricanes in der kanadischen Juniorenliga Western Hockey League (WHL), für die er vier Jahre lang auflief. Zu dieser Zeit wurde er von den Dallas Stars aus der National Hockey League (NHL) im NHL Entry Draft 2004 in der dritten Runde an 86. Stelle ausgewählt, absolvierte jedoch niemals ein Spiel für das Franchise. Nach einem Jahr in der WHL bei den Everett Silvertips hatte der Stürmer in der Spielzeit 2006/07 sein erstes Profiengagement bei den Iowa Stars in der American Hockey League (AHL) und dem ECHL-Team Idaho Steelheads, mit denen er am Saisonende den Kelly Cup gewann. Die folgenden Jahre verbrachte er – mit Ausnahme eines kurzen Intermezzos bei Porin Ässät in der finnischen SM-liiga – in den nordamerikanischen Minor Leagues.
Mit Beginn der Saison 2010/11 versuchte sich der Kanadier erneut in Europa. Er spielte ein Jahr lang für den HC Plzeň 1929 in der tschechischen Extraliga. Im Juli 2011 wurde bekannt, dass er einen Vertrag beim österreichischen Erstligisten EC KAC unterzeichnet hatte. Mit den Klagenfurtern gewann der Kanadier im Frühjahr 2013 die Österreichische Meisterschaft. Nach der Spielzeit 2013/14 wurde Lammers vom Ligakonkurrenten der Klagenfurter, dem EC VSV, verpflichtet, wo er allerdings nur eine Spielzeit blieb. Zur Saison 2015/16 entschloss der Angreifer sich zu einem Wechsel zu einem weiteren österreichischen Klub, dem HC Innsbruck. Dort fand Lammers für die folgenden fünf Spielzeiten eine neue sportliche Heimat.
Zum Spieljahr 2020/21 wechselte Lammers in die DEL2, wo er sich dem ESV Kaufbeuren anschloss. Der Kanadier avancierte dort schnell zum Leistungsträger und schloss seine ersten beiden Spielzeiten im Trikot des ESVK als Topscorer des Teams ab. In der Saison 2022/23 verpasste der Stürmer aufgrund einer Oberkörperverletzung ab Mitte Oktober einen Großteil des Spieljahres, punktete aber dennoch im Schnitt einmal pro Partie. Nach der Spielzeit 2023/24 verließ Lammers den Klub nach vier Jahren.

### International
Lammers lief bei der U18-Junioren-Weltmeisterschaft 2004 für sein Heimatland Kanada auf und brachte es in sieben Spielen auf drei Tore. Mit dem Team belegte er am Ende der Weltmeisterschaft den vierten Rang.

## Erfolge und Auszeichnungen
| - 2004 Teilnahme am CHL Top Prospects Game - 2007 Kelly-Cup-Gewinn mit den Idaho Steelheads - 2008 ECHL-Spieler des Monats März | - 2010 Teilnahme am ECHL All-Star Game - 2013 Österreichischer Meister mit dem EC KAC |

## Karrierestatistik

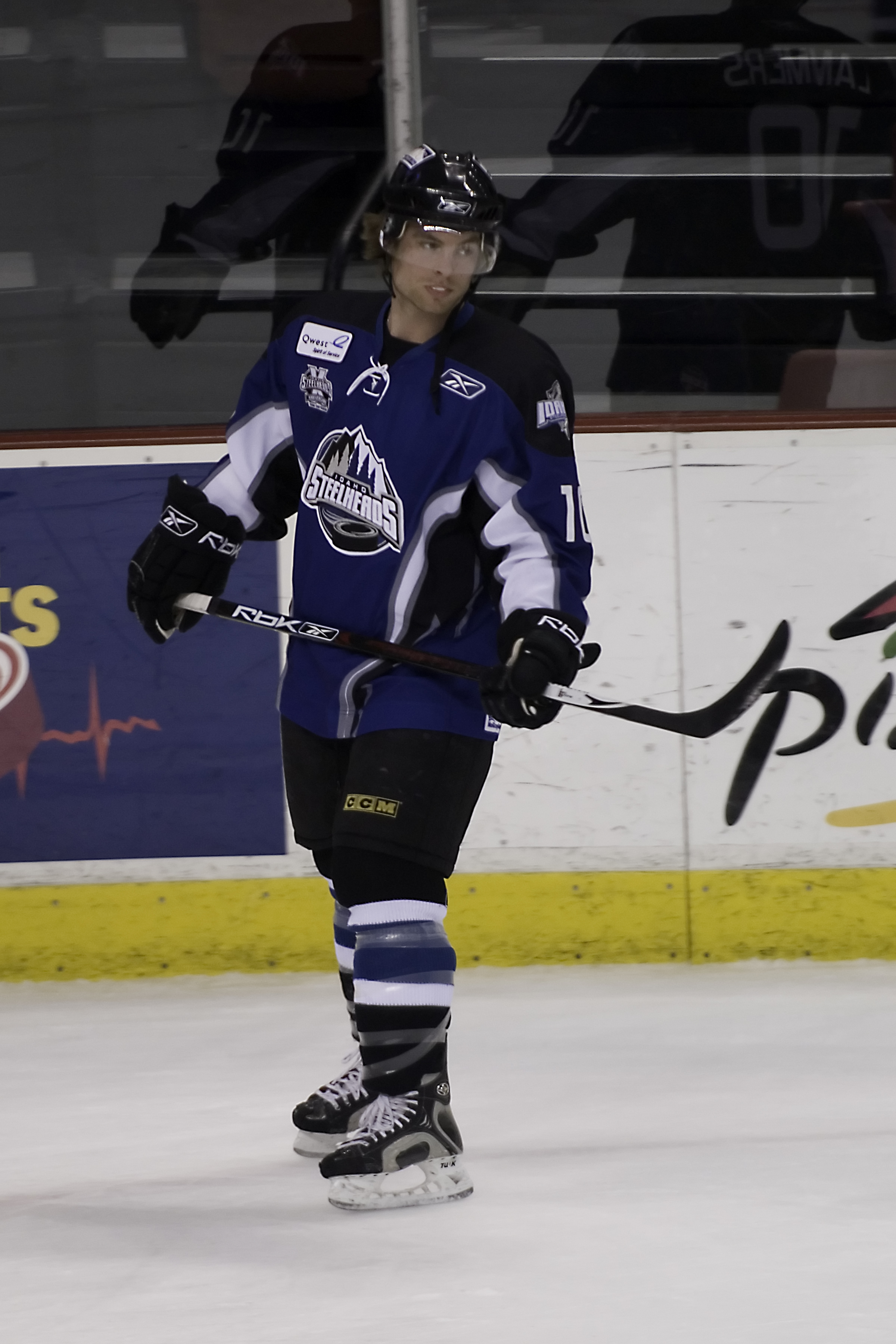
Lammers als Spieler der Idaho Steelheads (2007)

Stand: Ende der Saison 2023/24

### International
Vertrat Kanada bei:
- U18-Junior World Cup 2003
- U18-Junioren-Weltmeisterschaft 2004

(Legende zur Spielerstatistik: Sp oder GP = absolvierte Spiele; T oder G = erzielte Tore; V oder A = erzielte Assists; Pkt oder Pts = erzielte Scorerpunkte; SM oder PIM = erhaltene Strafminuten; +/− = Plus/Minus-Bilanz; PP = erzielte Überzahltore; SH = erzielte Unterzahltore; GW = erzielte Siegtore; 1 Play-downs/Relegation; Kursiv: Statistik nicht vollständig)